# Isoberlinia tomentosa
Isoberlinia tomentosa är en ärtväxtart som först beskrevs av Hermann August Theodor Harms, och fick sitt nu gällande namn av William Grant Craib och Otto Stapf. Isoberlinia tomentosa ingår i släktet Isoberlinia och familjen ärtväxter. Inga underarter finns listade i Catalogue of Life.